# Atheta fascinans
Atheta fascinans är en skalbaggsart som först beskrevs av Thomas Casey 1911.  Atheta fascinans ingår i släktet Atheta och familjen kortvingar. Inga underarter finns listade i Catalogue of Life.